# Hockey Alberta
Hockey Alberta, tidigare Alberta Amateur Hockey Association, är ett kanadensiskt regionalt ishockeyförbund som ansvarar för all ishockeyverksamhet på amatörnivå i den kanadensiska provinsen Alberta. Förbundet har över 450 lokala ishockeyförbund och -föreningar anslutna till sig.
De hade 104 789 registrerade (81 728 spelare, 17 372 tränare och 5 689 domare) hos sig för säsongen 2017–2018.
Hockey Alberta är medlem i det nationella ishockeyförbundet Hockey Canada.

## Ligor

### Aktiva
Följande ligor är sanktionerade av Hockey Alberta:
- 16/60 League
- Alberta Junior Hockey League (AJHL)
- Alberta Major Bantam Hockey League (AMBHL)
- Alberta Midget Hockey League (AMHL)
- Calgary Junior Hockey League (CJHL)
- Calgary Junior C Hockey League (CJCHL)
- Capital Junior Hockey League (CWJHL)
- Central Alberta Bantam Hockey League (CAHL)
- Chinook Hockey League (ChHL)
- Edmonton Rural Bantam AA Hockey League (ERBHL)
- Heritage Junior B Hockey League
- Noralta Junior Hockey League (NJHL)
- North Central Hockey League
- North Eastern Alberta Junior B Hockey League (NEAJBHL)
- Northwest Junior Hockey League (NWJHL)

### Inaktiva
Följande ligor är inaktiva och var sanktionerade av Hockey Alberta:
- Central Alberta Hockey League (CAHL)
- Edmonton Minor Hockey Association Bantam AA
- Rural and Edmonton Midget Minor AAA Hockey League